# Julian Schwarze

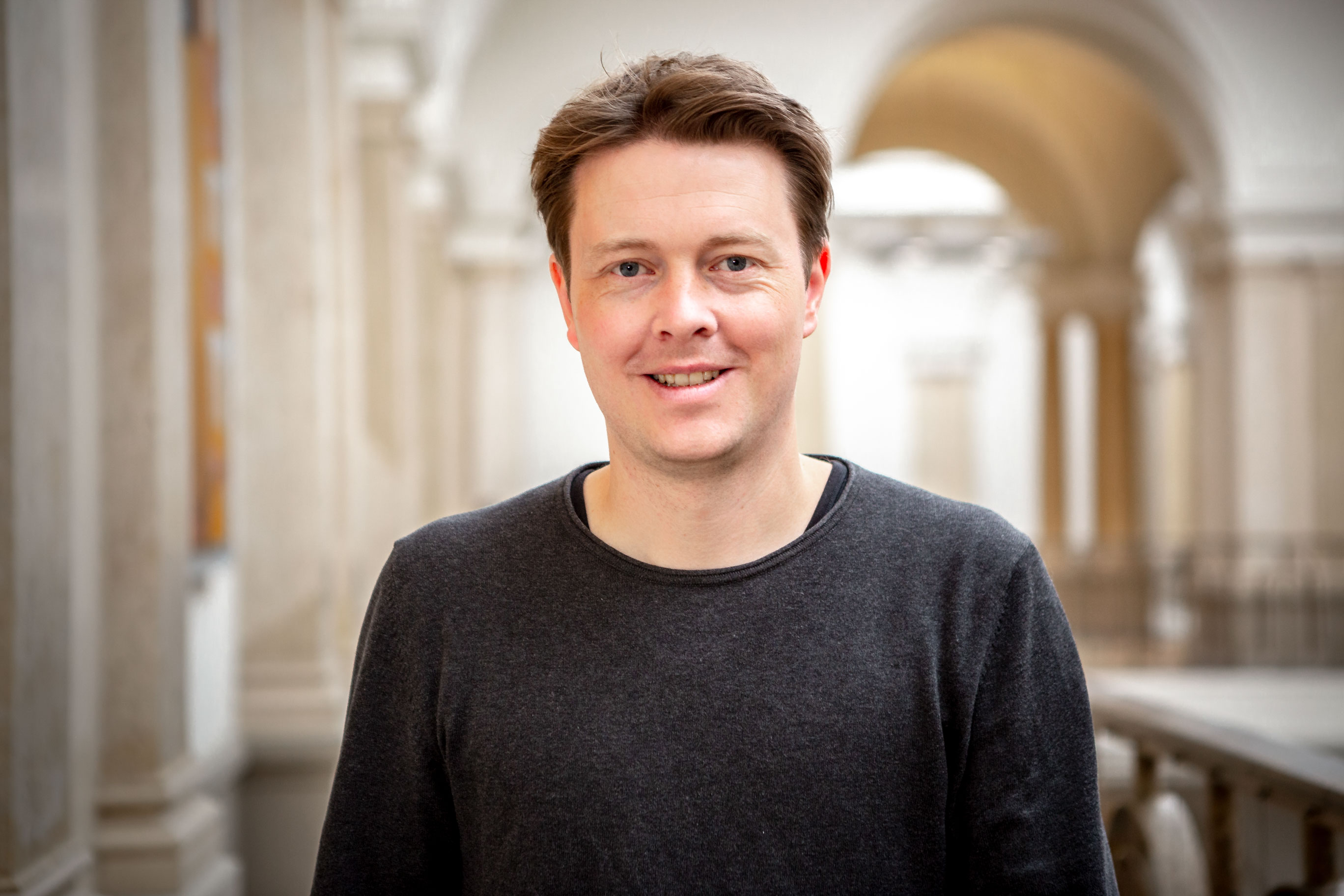
Julian Schwarze (2021)

Julian Schwarze (geboren 1983 in Berlin) ist ein deutscher Politikwissenschaftler und Politiker (Bündnis 90/Die Grünen). Der für viele Jahre in der Friedrichshain-Kreuzberger Politik aktive Schwarze ist 2021 Mitglied des Abgeordnetenhauses von Berlin. In der Grünen-Fraktion ist Schwarze als fachpolitischer Sprecher für die Themen Stadtentwicklung, Tourismus und Clubkultur zuständig.

## Leben

### Ausbildung und Beruf
Schwarze wurde 1983 in Berlin geboren. Er wuchs im heutigen Bezirk Friedrichshain-Kreuzberg auf und ging dort zur Schule. Nach seinem Schulabschluss absolvierte er einen Zivildienst bei einem Blindenverein, bevor er ein Studium der Politikwissenschaft, Volkswirtschaft und Neuere Geschichte in Bonn und in Warschau aufnahm. Nach Abschluss seines Studiums war Schwarze in der Öffentlichkeitsarbeit für ein Berliner Unternehmen im Weiterbildungs- und Beratungsbereich für EU-Fördergelder tätig. Von 2014 bis 2021 war Schwarze als Mitarbeiter der grünen Abgeordneten Katrin Schmidberger tätig, die wiederum wohnungs- und mietenpolitischen Sprecherin der Grünen im Berliner Abgeordnetenhaus war.

### Politik
Seit 2010 engagiert sich Schwarze politisch auf Bezirksebene in Berlin. Zunächst war er Bürgerdeputierter im Ausschuss für Personal, Haushalt und Investitionen der Bezirksverordnetenversammlung (BVV) Friedrichshain-Kreuzberg. 2011 wurde Schwarze zum regulären Mitglied der BVV seines Bezirks gewählt und gehörte dem Bezirksparlament bis zu seiner Wahl in den Landtag im Jahr 2021 an.
Von 2011 bis 2016 war er Vorsitzender des Ausschusses für Wirtschaft und Ordnungsamt, sowie seit 2011 Mitglied im Ausschuss für Stadtentwicklung, Bauen und Wohnen. Von 2013 bis 2016 gehörte er dem Vorstand der BVV an.
Seit seiner Wiederwahl 2016 war Schwarze stellvertretender Vorsitzender im Ausschuss für Wirtschaft und Ordnungsamt, Eingaben und Beschwerden. Als Fraktionssprecher führte Schwarze die Grünen-Fraktion zusammen mit Annika Gerold von 2016 bis 2021.
2021 nominierte der Landesverband der Grünen anlässlich der Abgeordnetenhauswahl 2021 Schwarze für Platz 30 der Landesliste und der Kreisverband Friedrichshain-Kreuzberg für ein Direktmandat im Wahlkreis Friedrichshain-Kreuzberg 6. Bei der Wahl gewann Schwarze sein Direktmandat mit 38,6 Prozent und zog direkt ins Abgeordnetenhaus ein. Bei der Wiederholungswahl 2023 konnte er seinen Sitz im Abgeordnetenhaus verteidigen.
Die Fraktion von Bündnis 90/Die Grünen wählte ihn zum fachpolitischen Sprecher für Stadtentwicklung, Tourismus und Clubkultur. Im Berliner Abgeordnetenhaus ist Schwarze Mitglied im Ausschuss für Stadtentwicklung, Bauen und Wohnen, im Ausschuss für Wirtschaft, Energie und Betriebe und im Ausschuss für Sport.

### Privat
Schwarze ist Vater zweier Kinder und wohnt mit seiner Familie im Berliner Bezirk Friedrichshain-Kreuzberg.

## Politische Positionen
Schwarze setzt sich nach eigener Aussage für eine klimagerechte, gemeinwohlorientierte und soziale Stadtentwicklung ein.

### Tempelhofer Feld
In der Debatte um das Tempelhofer Feld steht Schwarze auf der Seite der Bebauungsgegner. Die Frei- und Erholungsfläche sei wichtig für die Natur und das Stadtklima ist und sollte deswegen nicht leichtfertig dem Wohnungsbau geopfert werden. Mit der Debatte um die Bebauung versuche der CDU-SPD-Senat, davon abzulenken, dass er mit dem Neubau und seiner Wohnungspolitik gescheitert sei. Berlin habe kein Flächen-, sondern ein Umsetzungsproblem. Das Tempelhofer Feld sei als Bauland gar nicht notwendig. Schwarze verweist auf einen Entwurf des Stadtentwicklungsplans Wohnen, der Flächenpotenziale zum Neubau von 249.000 Wohnungen vorsehe – ohne das Tempelhofer Feld.

### Wohnungs- und Baupolitik
Um den Mangel an bezahlbaren Wohnraum zu beheben, will Schwarze strenge Regeln für den Mietmarkt – mit Mietendeckel, kommunalem Vorkaufsrecht und kommunalisierten Wohnungen. In der Debatte um die Enteignung großer Wohnungskonzerne im Rahmen des Volksentscheids Deutsche Wohnen & Co enteignen sprach er sich für den Volksentscheid und ein schnelles Umsetzungsgesetz aus.
In der Debatte um die Bebauung des Molkenmarkts setzt sich Schwarze für bezahlbare Wohnungen durch landeseigenen Wohnungsbaugesellschaften ein. Er wendet sich gegen eine „Wiedergeburt früherer Bebauung“ und setzt stattdessen auf „eine ökologische und zukunftsweisende Quartiersentwicklung“.

### Clubkultur
Schwarze ist Mitinitiator und Gründungsmitglied des überfraktionellen Parlamentarischen Forums für Clubkultur, Kulturräume & Nachtleben im Berliner Abgeordnetenhaus. Der Sprecher für Clubkultur seiner Fraktion will auch mit diesem Forum „die vielen einzigartigen Berliner Clubs und Kollektive als kulturelle Freiräume stärken und unterstützen.“ Ziel sei es, alle Möglichkeiten auf Landesebene nutzen, um Clubs vor Verdrängung durch steigende Mieten oder Bebauungen zu schützen.